# Tullio Santagiuliana
Tullio Santagiuliana (Treviglio, 1912 – Treviglio, 1985) è stato uno scrittore e storico italiano. È nato a Treviglio nel secolo scorso che si occupò di proverbi aneddoti e storielle sulle vicissitudini trevigliesi
Gli è stata intitolata una piazza del centro storico assieme ad Ildebrando Santagiuliana. Tale piazza è situata nella zona nord-ovest del centro in mezzo ai vicoli ed è certamente una delle più caratteristiche di Treviglio. Fu molto attivo negli anni sessanta e settanta. Tra le sue opere ricordiamo il libro sulla storia di Treviglio pubblicato per la prima volta nel 1965 che ha avuto in seguito numerose edizioni.